# كابريس (حلوى)
كابريس شركة جزائرية متخصصة في صناعة الحلوى تقع بعين البنيان بالجزائر العاصمة، وهي متخصصة في صناعة الحلويات وبشكل رئيسي في صناعة الكراميل الناعم. ولاقى مؤسسوها عند بدياتها ضغوطات كبيرة، خاصة من طرف المستعمر الفرنسي لفرنستها وتحويلها إلى حلوى فرنسية.

## تاريخ

### التأسيس
تأسست شركة منتجات “كبريس” في 1956، على يد السيد زوبير بن شوبان وأصبحت شركة لمنتجات السكر في عام 1968 وبدأت هذه الحلوى تشتهر في عام 1965وتعتبر منتجات كبريس الآن مرجع في الجودة و المنافسة والعلامة التجارية المعترف بها أيضا من قبل المستهلكين، نتيجة سمعة وجودة جميع منتجاتها.